# Torta del Donizetti
La torta del Donizetti (turta del Donizet in dialetto bergamasco), anche detta torta Donizetti, è un dolce italiano tradizionale di Bergamo, in Lombardia.

## Storia

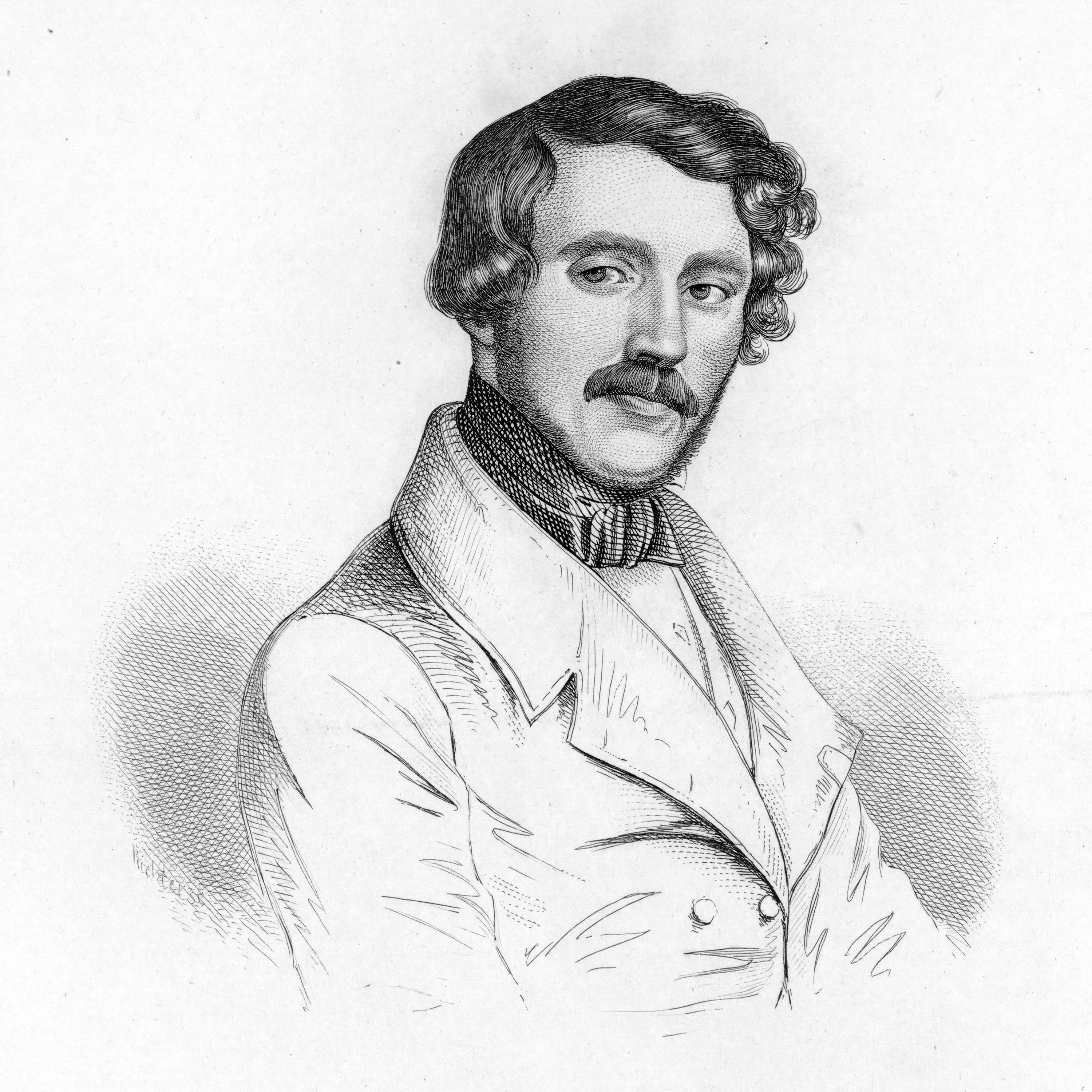
Gaetano Donizetti

Secondo la tradizione, il piatto fu inventato dal cuoco di Gaetano Donizetti per consolare l'amico afflitto da pene d'amore. Una versione più attendibile delle origini del piatto vogliono che l'inventore del piatto sia in realtà il pasticcere Alessandro Balzer, il quale, nel 1948, preparò la torta dedicandola al compositore bergamasco per celebrare l'anniversario della sua morte. In seguito, grazie al suo successo, la ricetta si diffuse in tutte le pasticcerie di Bergamo.
L'8 aprile, giorno in cui morì l'artista di Bergamo, è il giorno in cui si festeggia la giornata nazionale della Torta del Donizetti.
La turta del Donizèt è depositata presso la Camera di commercio di Bergamo, ed è un Prodotto agroalimentare tradizionale lombardo.

## Caratteristiche
La torta del Donizetti è una ciambella composta da farina di frumento, fecola di patate, albumi, burro, zucchero a velo, e canditi di ananas e albicocche aromatizzati al maraschino. Il dolce viene infine spolverato di zucchero a velo. Viene suggerito di accompagnarla con il tè.